# Mengenfolge
Eine Mengenfolge ist ein Begriff aus der Mengenlehre, einem Teilgebiet der Mathematik. Sie ist eine Verallgemeinerung einer Folge von Zahlen für Mengen und findet beispielsweise Anwendung in der Wahrscheinlichkeitstheorie und der Maßtheorie.

## Definition
Formal definiert ist eine Mengenfolge auf der Grundmenge {\displaystyle \Omega } eine Abbildung
{\displaystyle {\begin{matrix}A\colon &\mathbb {N} &\to &{\mathcal {P}}(\Omega ),\\&i&\mapsto &A_{i},\end{matrix}}}
die jedem Index {\displaystyle i} aus der Indexmenge {\displaystyle \mathbb {N} } ein Folgenglied {\displaystyle A_{i}} aus der Potenzmenge {\displaystyle {\mathcal {P}}(\Omega )} zuordnet.
Mit anderen Worten, eine Mengenfolge ist eine nummerierte Abfolge von Teilmengen einer gemeinsamen Grundmenge.

## Beispiel
Ein Beispiel für eine Mengenfolge mit Grundmenge der natürlichen Zahlen {\displaystyle \Omega =\mathbb {N} } ist:
{\displaystyle A_{i}:=\{i,i+1,\dots ,i^{2}-1,i^{2}\},\,i\in \mathbb {N} \;\;\Longrightarrow \;\;A_{1}=\{1\},\ A_{2}=\{2,3,4\},\ A_{3}=\{3,4,5,6,7,8,9\},\ \dots }

## Abgrenzung
Im Unterschied zum Mengensystem ist bei einer Mengenfolge (wie bei jeder Folge) die Reihenfolge der Folgenglieder von Bedeutung. Außerdem darf das gleiche Folgenglied durchaus auch mehrfach auftreten, aber eben mit unterschiedlichem Index.
Eine Mengenfolge ist ein Spezialfall einer Mengenfamilie, wenn man bei der Familie als Indexmenge die natürlichen Zahlen wählt. Der Unterschied von der Mengenfolge zur Mengenfamilie ist, dass bei einer Mengenfamilie nicht notwendigerweise eine Ordnungsrelation auf den Indizes gegeben ist. Es gibt also nicht einen kleineren oder einer größeren Index. Diese Ordnung tragen die Indizes einer Mengenfolge automatisch über die natürliche Ordnung der natürlichen Zahlen.

## Eigenschaften
- Eine Mengenfolge heißt eine monotone Mengenfolge, wenn sie eine monoton wachsende Mengenfolge oder eine monoton fallende Mengenfolge ist.
- Wie auch bei Zahlenfolgen lässt sich der Limes superior und Limes inferior von Mengenfolgen definieren.
- Mithilfe des Limes inferior und des Limes superior lässt sich auch Konvergenz für Mengenfolgen definieren. Eine Mengenfolge konvergiert genau dann, wenn der Limes superior und der Limes inferior übereinstimmen. Beispielsweise konvergiert jede monotone Mengenfolge.